# コンラット・ユリウス・ブレット
コンラット・ユリウス・ブレット(Julius Bredt、1855年3月29日-1937年9月21日)は、ドイツの有機化学者である。1893年に樟脳の正確な化学構造を初めて特定した。また、架橋構造を持つ多環式化合物において橋頭位に二重結合を持つ化合物は存在しないという経験則を発見し、これは現在、ブレット則として知られている。

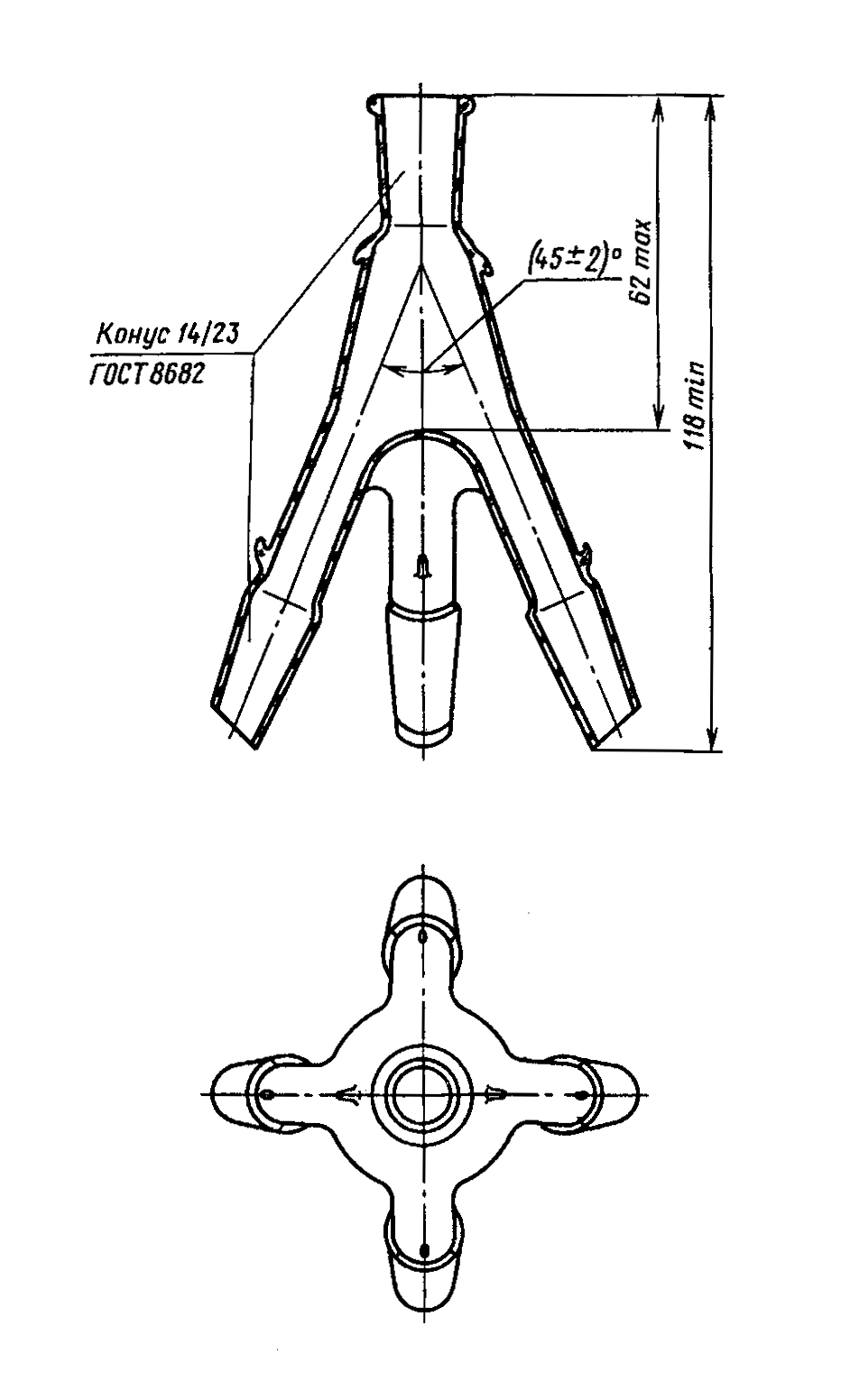
ブレットの発明したすり合わせ

## 関連文献
- George B. Kauffman (1983). “Julius Bredt and the structure of camphor: on the threshold of modern stereochemistry”. Journal of Chemical Education 60 (4):  341–342. doi:10.1021/ed060p341.